# Helga Bergvall
Helga Viktoria Bergvall, född 16 mars 1907, död 20 juni 1978, var en svensk arbetarförfattare. Hon tillhörde den skara äldre kvinnor med proletär bakgrund som debuterade skönlitterärt på 1970-talet.

## Liv och författarskap
Helga Bergvall föddes i Uppland där hennes familj var anställd som statare vid ett gods. Familjen flyttade till Stockholm då Helga var i tidig skolålder och levde under fattiga förhållanden. Man bodde i ett rum med utedass på gården. Misären förstärktes av att fadern var alkoholist och hustrumisshandlare. Bergvall slutade skolan tidigt och började i 12-årsåldern arbeta som piga.
Bergvall debuterade 1975 när hon var 68 år efter att fått avslag på och reviderat det hon skrivit. Hon hade då även avslutat en korrespondenskurs i kreativt skrivande.
Debutboken Jungfru skär bygger på hennes minnen från barndomen. Den kom 1978 i dansk översättning.
Året efter bokdebuten kom Jungfru vart tog du vägen? som fördjupade känslan av skam att tillhöra samhällets fattigaste. Men hennes alter ego tar sig upp från piga till fabriksarbeterska och sömmerska med egen ateljé. 1978 kom Livslögnen som återger moderns liv. Ett starkt tema är hat och förakt mot män som svikit. Sammantaget utgör hennes trilogi, som inspirerats av Moa Martinsons självbiografiska romaner, en imponerande skildring av massfattigdomens svåra år.
Helga Bergvall är gravsatt i Skogskyrkogårdens minneslund.